# Bridie Carter
Bridie Carter (18 de dezembro de 1970, Melbourne) é uma atriz australiana melhor conhecida por seu papel como Tess Silverman McLeod na série McLeod's Daughters. Carter se formou em artes dramáticas em 1994 pela National Institute of Dramatic Art. Em 2005, Carter deixou McLeod's Daughters para focar sua vida pessoal. Em maio de 2004, Bridie se casou com o designer Michael Wilson, com quem teve um filho.
Em novembro de 2007, foi anunciado que McLeod's Daughters que o contrato da série não seria renovado. Carter, que não fazia mais parte do elenco, deu uma entrevista dizendo que "isso não foi surpresa" e completou dizendo: "Eu não quero criticar McLeod's, mas nem tudo é o que aparenta ser. Eu achei estranho que nenhum membro do elenco original permanecesse lá. Talvez eles tivessem que ter investido mais para que o pessoal permanecesse." 
Em 24 de outubro de 2007, Carter falou a News Limited e admitiu que teve problemas com bebidas. Ela passou por 7 anos sóbria e disse: "Todos tem uma história para contar - somos todos afetados e inflenciados pelas mesmas coisas. Minha história não é tão incomum." 
Carter e o marido são donos de um restaurante em Byron Bay, Nova Gales do Sul.

## Trabalho na TV
- 800 Words (como Jan, 2015)
- Dancing with the Stars, versão australiana (como ela mesma / concorrente e vencedora da 7ª temporada, 2007) [4]
- McLeod's Daughters (como Tess Silverman McLeod, 2001 - 2006)
- Above the law (como a Condestável Debbie Curtis, 2000 - 2001)
- Neighbours (como Jill Sullivan, 1999-2001)

## Prêmios
Em 2006, ele foi nomeada para o Prêmio Logies em três categorias - o Logie de Ouro, de Atriz Mais Popular e de Melhor Atriz.